# Utilización de recursos in situ

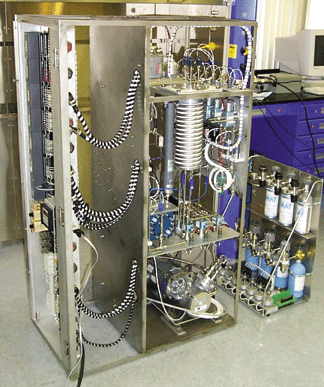
Una instalación de pruebas para un Cambiador de Agua Gas Reverso ISRU (NASA KSC).

En exploración espacial, la utilización de recursos in situ o ISRU (acrónimo del inglés In-Situ Resource Utilization) describe la proposición de usar los recursos encontrados o fabricados directamente en otros objetos astronómicos (la Luna, Marte, los asteroides, etc.) para perseguir las metas de una misión al espacio.
De acuerdo a la NASA, "La utilización de recursos en in-situ permitirá el establecimiento asequible de la exploración y operaciones extraterrestres al minimizar los materiales que se requieren transportar desde la Tierra."
La ISRU puede proporcionar materiales para el sostén de la vida, propelentes, materiales de construcción y energía para una carga científica o una tripulación desplegada a un planeta, luna o asteroide.
Ahora es muy común para una nave espacial que aprovecha la radiación solar encontrada en el lugar. y es probable que las misiones a las superficies planetarias también usarán energía solar. Más allá de eso, la ISRU aún no ha logrado ninguna aplicación práctica, pero es vista por los partidarios de la exploración como una forma de reducir drásticamente la cantidad de carga que debe ser lanzada desde la Tierra con el propósito de una explorar un cuerpo planetario determinado.
Se han presentado propuestos para "minar" los gases atmosféricos para ser usados para la propulsión en cohetes, usándolos en lo que se conoce como un acumulador de fluido de propulsión.

## Usos

### Producción de celdas solares
Por largo tiempo se ha sugerido que las celdas solares podrían ser fabricadas usando los materiales presentes en la superficie lunar. En su forma original, conocida como el satélite de energía solar, la idea de la propuesta era que fuera una fuente alternativa de energía para la Tierra. Las celdas solares serían enviadas a la órbita de la Tierra y allí serían ensambladas, y la energía generada sería transmitida a la Tierra usando haces de microondas. A pesar de realizar mucho trabajo en el costo de tal aventura, lo incierto yace en el costo y complejidad de los procedimientos de fabricación sobre la superficie lunar. Una versión más modesta de este sueño es poder crear las celdas solares para los requerimientos de energía de las futuras bases lunares. Una propuesta en particular es simplificar el proceso usando flúor traído desde la Tierra en la forma de fluoruro de potasio para separar la materia prima a partir de las rocas lunares.

### Propelente para cohetes
Se ha propuesto el uso como propelente de cohete de agua congelada encontrada principalmente en los polos de la Luna. Las probables dificultades incluyen el trabajar a temperaturas extremadamente bajas y simplemente excavar el material. La mayor parte de los planes intentan electrolizar el agua y formar hidrógeno y oxígeno, licuefaccionándolos y almacenándolos criogénicamente, que para lograrlo se requieren grandes cantidades de equipos y de energía. Alternativamente es simplemente posible calentar el agua en un cohete termal nuclear o solar, lo que parece lograr mucho mayor masa enviada a una órbita baja terrestre (en inglés: Low Earth Orbit, LEO) a pesar de un impulso específico mucho más bajo para una misma cantidad de equipo.
El monopropelente peróxido de hidrógeno (H2O2) puede ser fabricado usando el agua encontrada en Marte y de la Luna.
También el aluminio así como otros metales han sido propuestos para ser usados como propelentes de cohete y que pueden ser extraídos desde fuentes lunares, estas propuestas incluyen hacer reaccionar el aluminio con agua.
Las naves espaciales podrían usar el propelente en sí mismo o un abastecer un depósito de propelente.

### Oxígeno para respirar y agua para beber
El agua congelada podría ser usada para reabastecer los estanques de agua de una nave espacial. El agua es necesaria para la higiene y para beber, pero también es necesaria para protección contra la radiación en el espacio profundo, colocando los espacios habitables al interior de un estanque de agua con paredes dobles. La división del agua permite la creación de propelente para cohetes, y al mismo tiempo puede liberar oxígeno que podría ser usada para reabastecer la atmósfera de los sistemas de reciclamiento de ciclo cerrado.

### Metales para la construcción o para enviar a la Tierra
La minería de asteroides también podría involucrar la extracción de metales para ser usadas como material de construcción en el espacio, lo que sería más costo efectivo que traer tales materiales desde el profundo pozo de gravedad de la Tierra, o el de cualquier otro gran cuerpo como la Luna o Marte. Los asteroides metálicos contienen enormes cantidades de metales siderofílicos, incluyendo metales preciosos.

## Localizaciones

### Marte
La investigación de la utilización de recursos in-situ para Marte se ha enfocado principalmente en proporcionar propelente para cohetes para el viaje de retorno a la Tierra -ya sea para una misión tripulada o para el envío de muestras- o para ser usado como combustible en Marte. Muchas de las técnicas propuestas utilizan la bien caracterizada atmósfera de Marte como alimentación. Dado que esta puede ser simulada fácilmente en la Tierra, estas propuestas son relativamente fáciles de implementar, aunque es por ningún medio cierto que la NASA o la ESA favorecerán esta aproximación por sobre una misión directa más convencional.
Una propuesta típica para la utilización de recursos in-situ es el uso de una reacción de Sabatier, CO2 + 4H2 → CH4 + 2H2O, con el propósito de producir metano en la superficie marciana, para ser usado como propelente. El oxígeno es liberado desde el agua usando electrólisis, y el hidrógeno es reciclado de regreso a la reacción de Sabatier. La utilidad de esta reacción es que solamente se necesita traer desde la Tierra el hidrógeno, que es liviano.
Una reacción similar propuesta para Marte es la reacción de cambio agua gas inversa, CO2 + H2 → CO + H2O. Esta reacción ocurre rápidamente en presencia de un catalizador de hierro-cromo a 400° Celsius, y ha sido implementado en una cama de ensayos instalada en la Tierra por la NASA. Nuevamente, el oxígeno es reciclado desde el agua por medio de electrólisis y solamente se necesita una pequeña cantidad de hidrógeno traído desde la Tierra. El resultado neto de esta reacción es la producción de oxígeno, que puede ser usado como el componente oxidizador del combustible para cohetes.
Otra reacción propuesta para la producción de oxígeno es la electrólisis de la atmósfera, 2CO2 (+ energía) → 2CO + O2.
La misión Mars Surveyor 2001 Lander MIP (Mars ISPP Precursor) (en castellano: Precursor de Producción de Propelente In-Situ en Marte) era demostrar la fabricación de oxígeno usando la atmósfera de Marte, y probar la tecnologías de celdas solares y los métodos para mitigar el efecto del polvo marciano en los sistemas de energía. La propuesta misión del vehículo explorador a Marte 2020 podría incluir una demostración de tecnología ISRU que extraería CO2 desde la atmósfera y produce O2 para combustible de cohete.

### La Luna

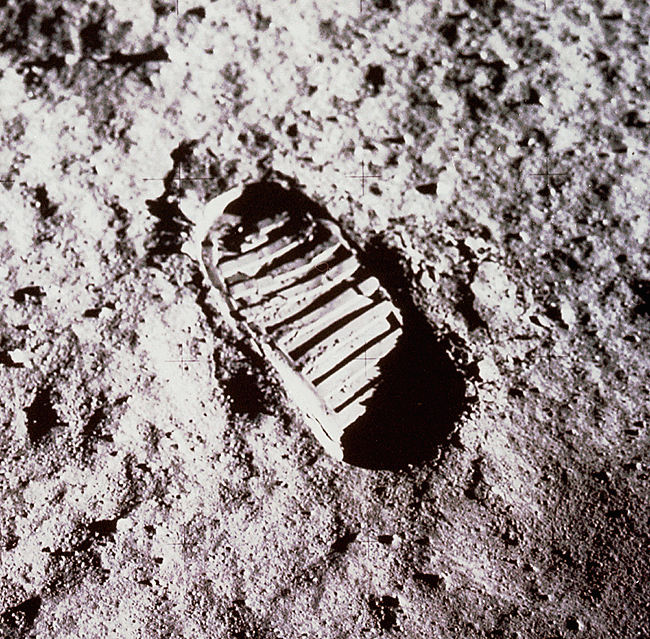
Huella en regolito lunar.

En la Luna, el material de las tierras altas lunares conocido como anortita es similar al mineral terrestre bauxita, que es una mena de aluminio. Las fundiciones pueden producir aluminio puro, calcio metal, oxígeno y vidrio silicado a partir de la anortita. La anortita en bruto también es buena para fabricar fibra de vidrio y otros vidrio y ciertos productos cerámicos.
Han sido propuestos otros veinte métodos diferentes para la extracción de oxígeno en la Luna. A menudo el oxígeno es encontrado en los minerales y vidrios lunares ricos en hierro como óxido de hierro. El oxígeno puede ser extraído calentando el material a temperaturas de sobre 900 °C y exponiéndolo a gas de hidrógeno. La ecuación básica es: FeO + H2 → Fe + H2O. Recientemente este proceso ha sido hecho más práctico debido al descubrimiento de cantidades significativas de regolito que contiene hidrógeno cerca de los polos de la luna por la nave espacial Clementine.
Los materiales lunares también son valiosos para otros usos. Ha sido propuesto utilizar el regolito lunar como un material de construcción general, por medio de técnicas de procesamiento tales como la sinterización, moldeo en caliente, licuefacción y el método de moldeado de basalto. El moldeado de basalto es usado en la Tierra para la construcción de, por ejemplo, tuberías donde se requiere una alta resistencia a la abrasión. El basalto moldeado tiene una muy alta dureza de 8 Mohs (el diamante tiene una dureza de 10 Mohs) pero también es susceptible al impacto mecánico y colapso térmico, lo que podría ser un problema en la Luna.
El procesamiento del vidrio y la fibra de vidrio es sencillo en la Luna y en Marte, y ha sido argumentado que el vidrio es ópticamente superior al fabricado en la Tierra ya que puede ser fabricado anhídricamente. Se han llevado a cabo en la Tierra pruebas exitosas usando dos simuladores de regolito lunar, el MLS-1 y el MLS-2. Se ha fabricado fibra de basalto usando simuladores de regolito lunar.
En agosto de 2005, la NASA contrato la producción de 16 toneladas de suelo lunar simulado, o "Material Simulador de Regolito Lunar". Este material, llamado JSC-1a, ahora está comercialmente disponible para la investigación en como el suelo lunar podría ser utilizado in-situ.

### Lunas marcianas, Ceres, asteroides
Otras propuestas están basadas en Fobos y Deimos. Estas lunas tienen órbitas razonablemente altas sobre Marte, tienen velocidades de escape muy bajas, y a diferencia de Marte tienen una delta-v de retorno desde sus superficies a órbita baja terrestre que son menores a la del retorno desde la Luna.
Ceres está más alejado que Marte, con una delta-v más alta, pero las ventanas de lanzamiento y los tiempos de viaje son mejores, y la gravedad superficial es de solamente 0,028 g, con una velocidad de escape muy baja de 510 m/s. Los investigadores han especulado que la configuración interior de Ceres incluye un manto rico en agua congelada por encima de una núcleo rocoso.
Los asteroides cercanos a la Tierra y los cuerpos en el cinturón de asteroides también podrían ser fuentes de materiales en bruto para la utilización de recursos in-situ.

### Órbita baja
Los gases como el oxígeno y el argón podrían ser extraídos desde la atmósfera de planetas tales como la Tierra y Marte mediante el uso de satélites Acumuladores de Fluido Propulsor en órbita baja.

### Clasificación de las capacidades de la ISRU
En octubre de 2004, la Oficina de Planificación e Integración Avanzada de la NASA formó un equipo para delinear un mapa de progreso sobre las capacidades de la utilización de recursos in-sit. El informe del equipo, junto con aquellos de otros catorce equipos de mapas de progreso de capacidad, fueron publicados el 22 de mayo de 2005. El informe identifica siete capacidades para la utilización de recursos in-situ:
(i) extracción de recursos, 
(ii) manejo y transporte del material, 
(iii) procesamiento del recurso, 
(iv) fabricación en superficie con los recursos in-situ, 
(v) construcción en superficie, 
(vi) almacenamiento y distribución en superficie de los productos y consumibles de la utilización de recursos in-situ, y
(vii) desarrollo y certificación de capacidades únicas para la utilización de recursos in-situ.